# Grapsus grapsus

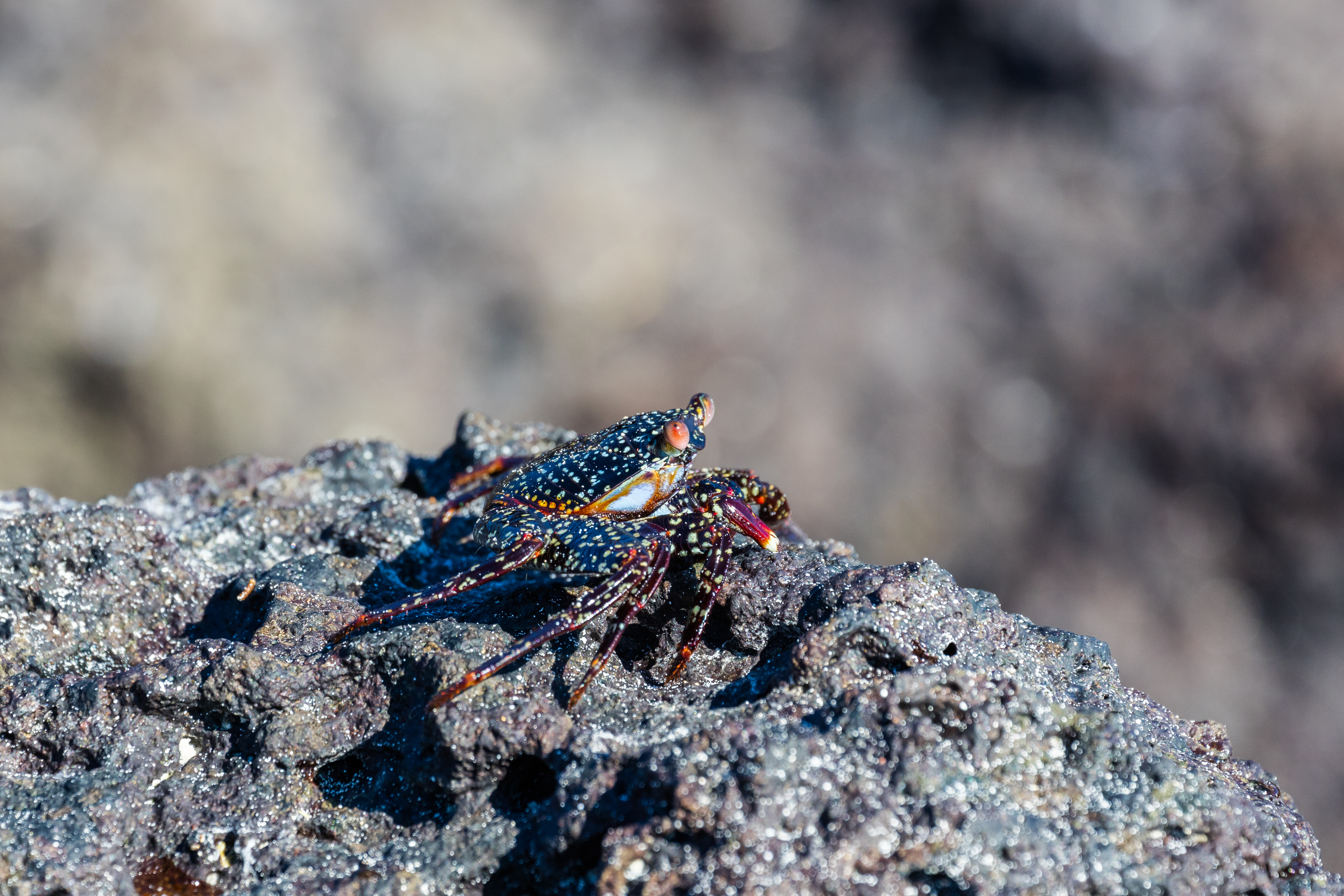
Esemplare giovanile

Il granchio rosso delle Galapagos (Grapsus grapsus, Linnaeus, 1758) è un crostaceo decapode appartenente alla famiglia Grapsidae.

## Distribuzione
Si può trovare sulla costa ovest di Messico, Centro America e Sud America e dalle Isole Galápagos. Può essere trovato anche in alcune zone dell'oceano Indiano, come Mauritius, Mozambico e Madagascar ma dall'Isola di Ascensione e nell'ovest dell'Africa è invece presente il simile congenere Grapsus adscensionis. 
Vive soprattutto nelle zone rocciose e sulle scogliere ventose, dove arrivano gli spruzzi d'acqua.

## Descrizione
Le chele sono di grandezza uguale, rosse, e non particolarmente grosse. Le zampe sono rosse o molto scure e solo le punte toccano il terreno. Il carapace è piatto, rosato o giallastro, poco più lungo di 8 cm. Gli esemplari giovanili sono più scuri, a volte marroni.

## Biologia

### Comportamento
È un granchio che si muove molto velocemente, difficile da catturare. Sembra essere in simbiosi con le iguane marine, che pulisce dai parassiti.

### Alimentazione
Si nutre di alghe e animali morti.